# معبد کاندا
معبد کاندا (به ژاپنی: 神田明神  Kanda Shrine) در منطقهٔ چیودا در توکیو، پایتخت ژاپن واقع شده‌است. جشن کاندا در حوالی روز پانزدهم ماه می پنجمین ماه میلادی در این معبد برگزار می‌شود.  

## دسترسی
- جی آر، خط چوئو-سوبو، ایستگاه اوچانومیزو

## نگارخانه

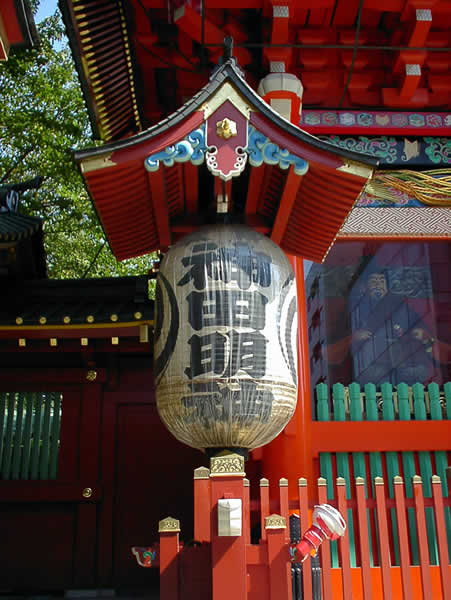
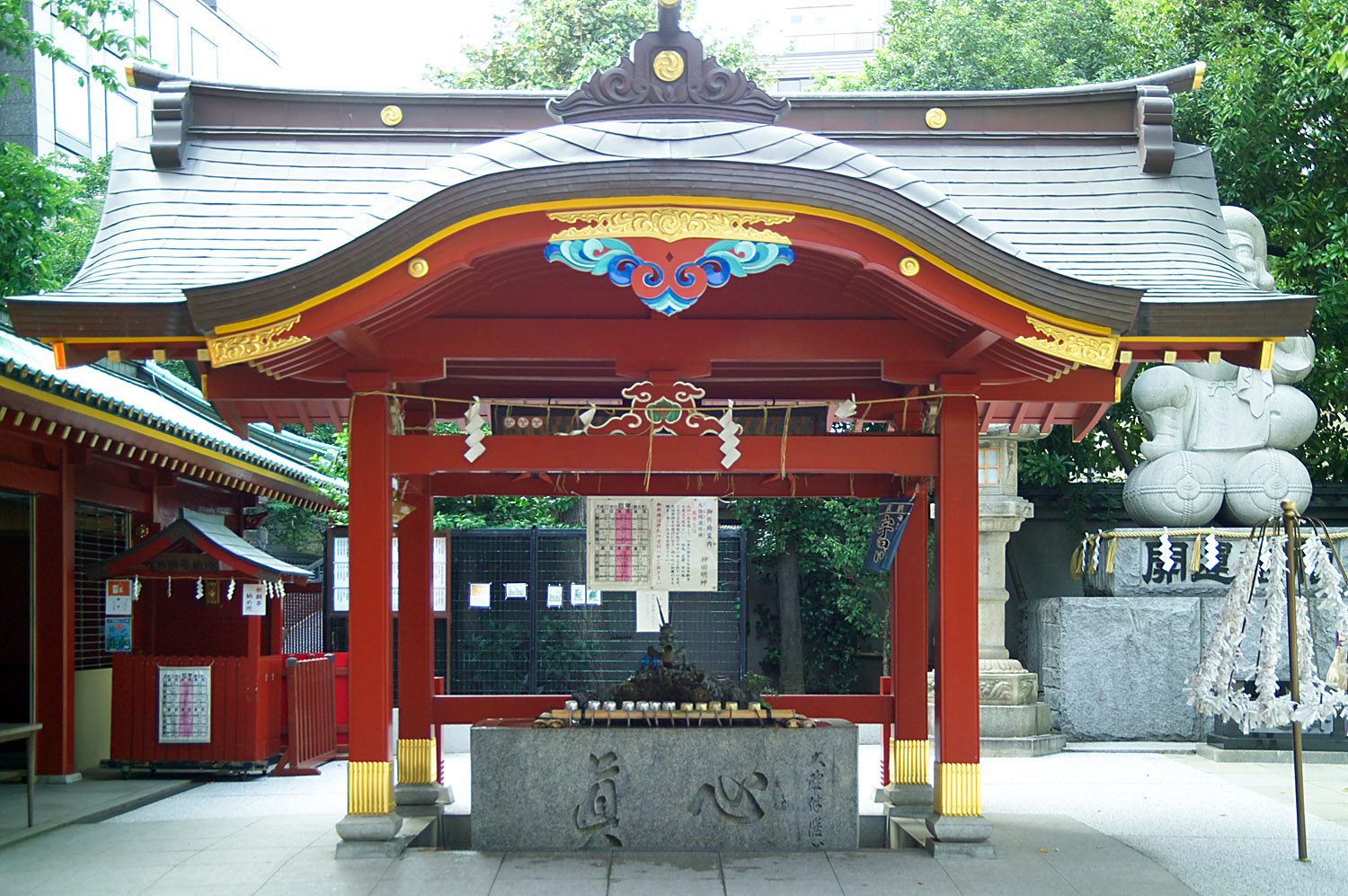
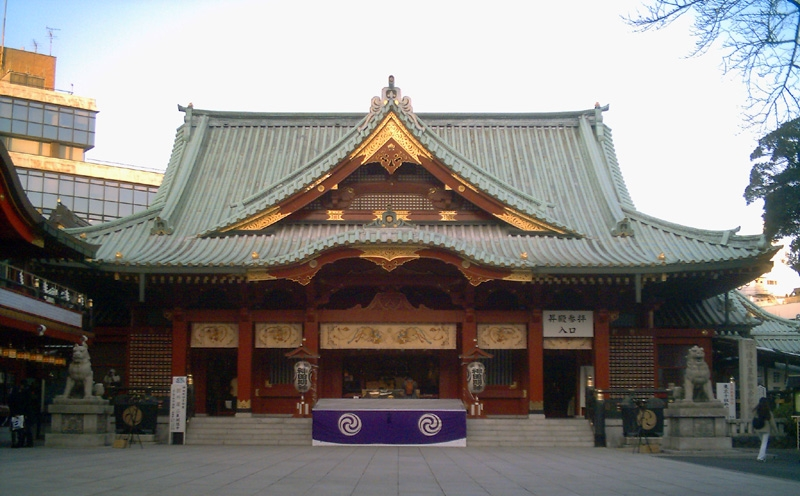
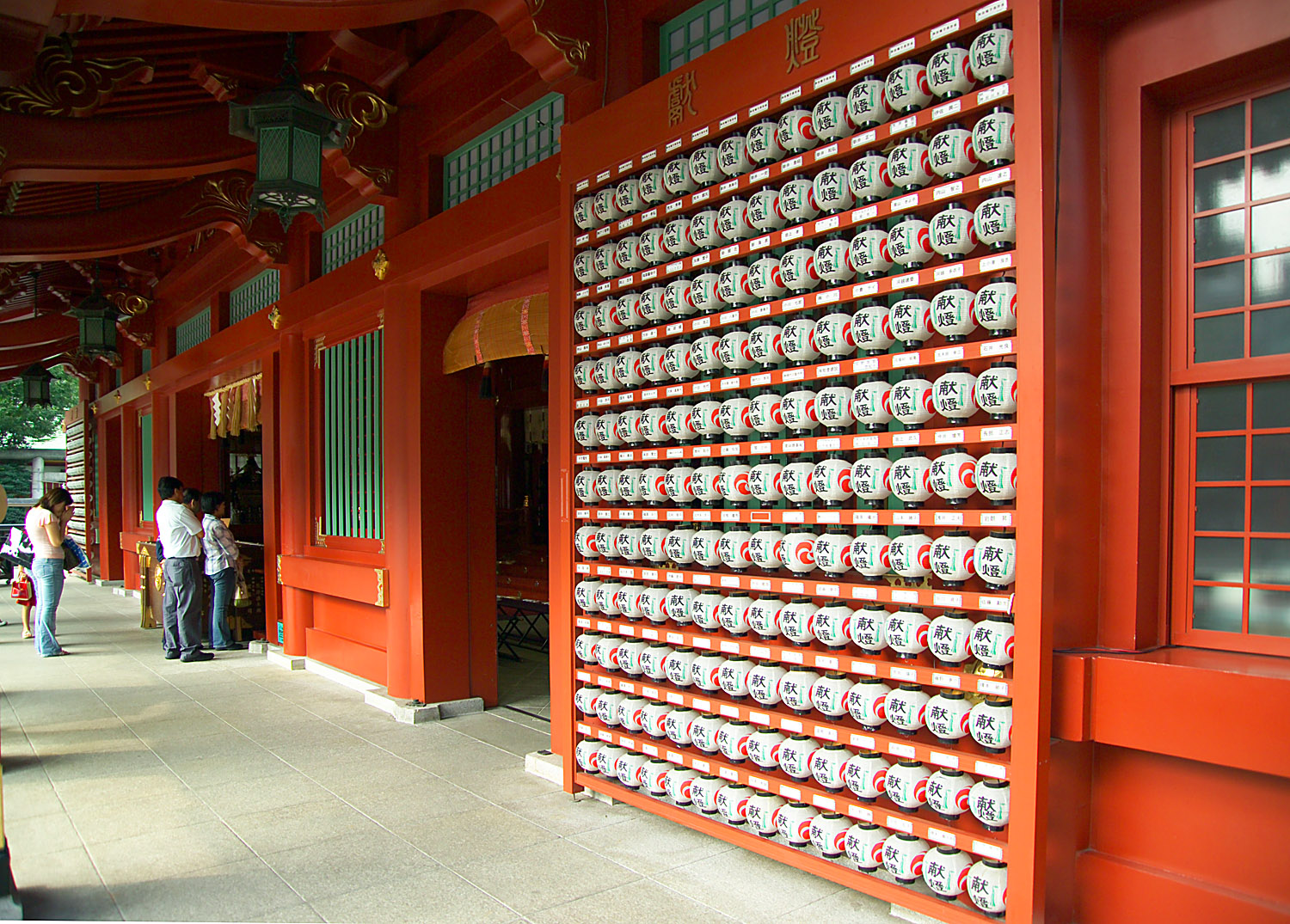
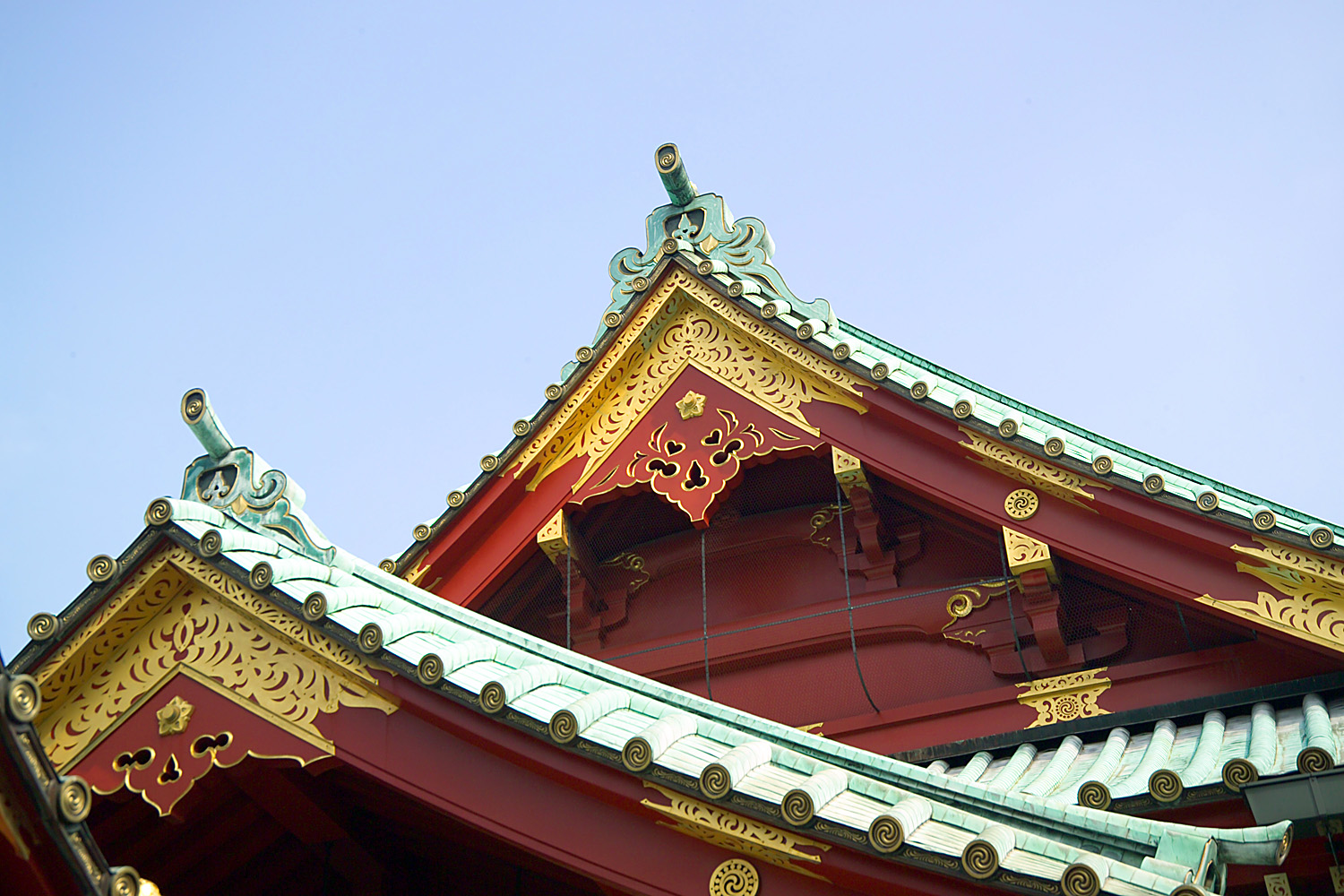
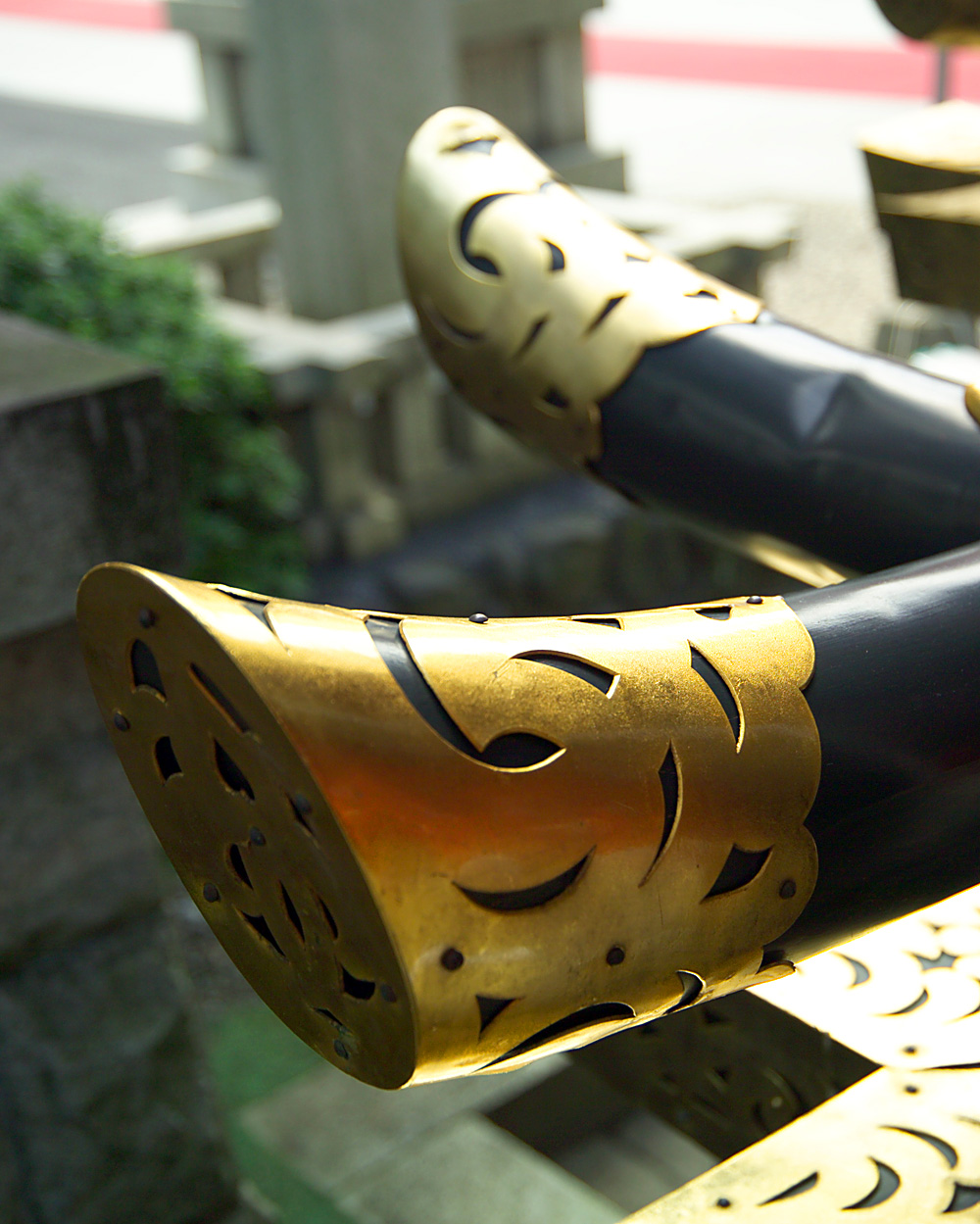
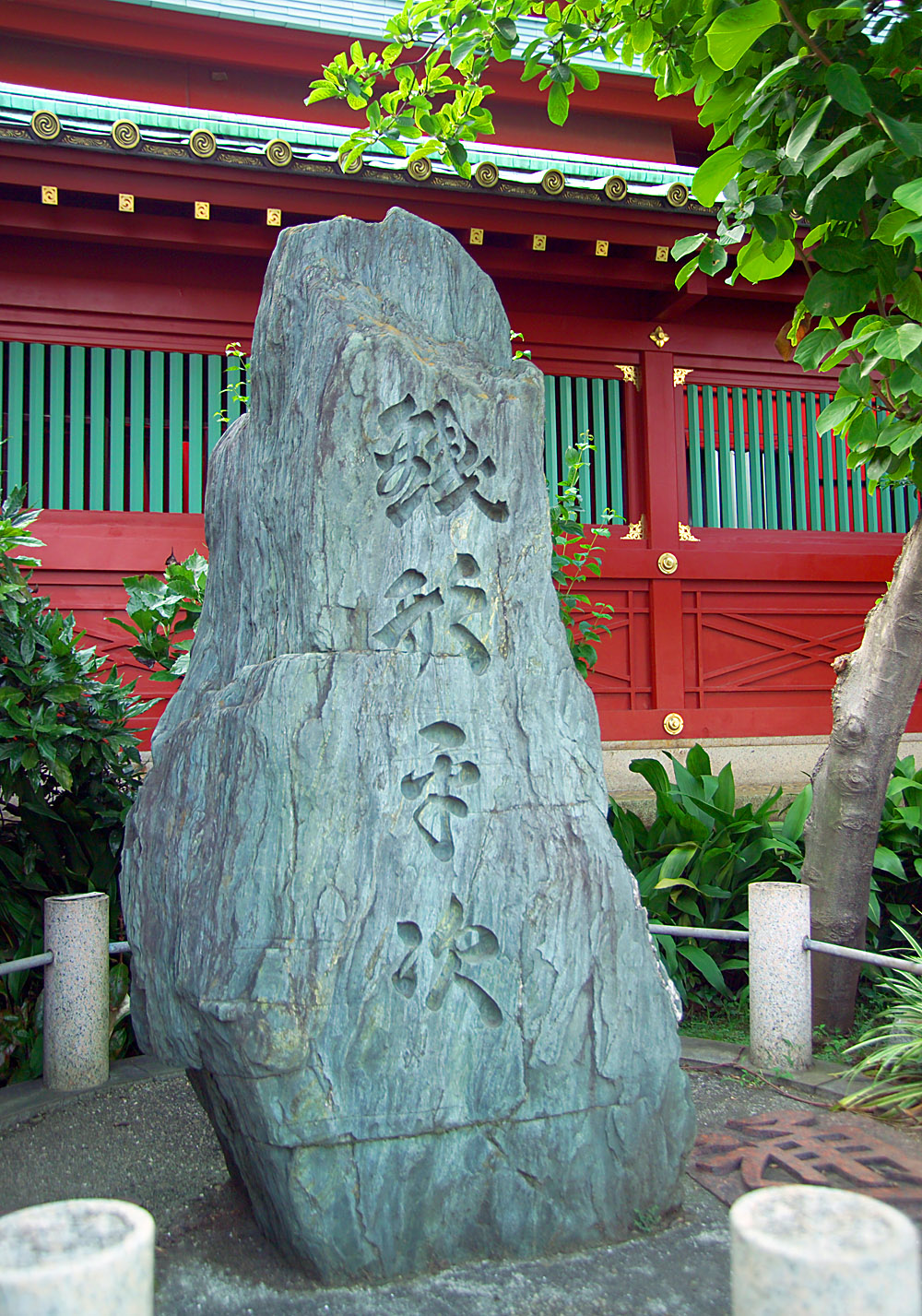